# 박광춘
박광춘(1967년 5월 24일 ~ )은 대한민국의 영화감독이다.

## 학력
- 뉴욕대학교 예술학 학사
- 동국대학교 영상대학원 예술학 석사

## 주요 작품

### 영화
- 1994년 영화 《아주 특별한 변신》 ... 공동제작
- 1996년 영화 《은행나무 침대》 ... 조감독
- 1998년 영화 《퇴마록》 ... 각본 & 감독
- 2003년 영화 《마들렌》 ... 각색 & 감독
- 2005년 영화 《잠복근무》 ... 각색 & 감독
- 2008년 영화 《울학교 이티》 ... 각색 & 감독
- 2012년 영화 《수목장》 ... 각본 & 감독 & 각색

### 드라마
- 2012년 MBN 금요 1부작 단막극 《수목장》 ... 각본 & 연출 & 각색
- 2022년 TMA 《피타는 연애》 ... 연출